# Top Five
Top Five es una película del año 2014 dirigida y escrita por Chris Rock. La película, protagonizada por Rock, Rosario Dawson y Gabrielle Union, fue vista en el Festival Internacional de Cine de Toronto. La película fue estrenada el 12 de diciembre de 2014 por Paramount Pictures.

## Premisa
La película sigue a un comediante y estrella de cine llamado Andre Allen, que tiene que enfrentar su pasado y su carrera cómica haciendo una entrevista con la periodista Chelsea Brown.

## Elenco
- Chris Rock como Andre Allen.
- Rosario Dawson como Chelsea Brown.[5]
- Gabrielle Union como Erica Long[6]
- Kevin Hart como Charles.
- Sherri Shepherd como Vanessa.
- Liam Neeson como Silk.
- Romany Malco como Benny Barnes.
- Hayley Marie Norman como Tammy.
- Karlie Redd como Rhonda.
- Rachel Feinstein como Publicista.

- Dan Naturman
- Rick Shapiro
- Leslie Jones como Lisa.
- Jerry Seinfeld como él mismo.[7]
- Adam Sandler como él mismo.[7]
- Tracy Morgan como Fred.[7]
- Anders Holm como Brad.[7]
- Cedric the Entertainer como Jazzy Dee.[7]
- Opie and Anthony como ellos mismos.
- Rowan Atkinson como Paul.
- Ben Vereen como Carl.
- Whoopi Goldberg como ella misma.
- Brian Regan como Ingeniero.
- Jay Pharoah como Mike.
- Hassan Johnson como Craig.
- Tichina Arnold como gerente de teatro.
- Luis Guzmán como Bobby el policía.
- Julie Halston como chica del celular.
- Míriam Colón como la abuela de Chelsea.
- Olga Merediz como la madre de Chelsea.
- Taraji P. Henson como ella misma.
- Gabourey Sidibe como ella misma.
- DMX como él mismo.
- Charlie Rose como él mismo.
- Steven Gerrard como él mismo.

## Producción
El rodaje comenzó el 24 de junio de 2013 en la Ciudad de Nueva York. En julio de 2014, el título de la película fue cambiado de Finally Famous a Top Five.

## Estreno
La película se estrenó en el Festival Internacional de Cine de Toronto el 6 de septiembre de 2014. El 10 de septiembre de 2014, Paramount Pictures confirmó su adquisición de los derechos de distribución de la película por $12.5 millones. and agreed to pay at least $20 million in promotion and marketing. En noviembre de 2014, Paramount anunció que la película recibiría su estreno mundial el 12 de diciembre de 2014.

## Críticas
En Rotten Tomatoes tiene un 87% basado en 127 críticas, con un puntaje de 7.4/10. En Metacritic, la película tiene un 81 sobre 100, basado en 35 críticas.

## Nominaciones
Ha recibido tres nominaciones en los Critics Choice Awards, por Mejor Comedia, Mejor Actor en una Comedia y Mejor ACtriz en una Comedia. Se tienen que anunciar los ganadores.